# Imploding the Mirage
Imploding the Mirage é o sexto álbum de estúdio da banda de rock norte-americana The Killers, lançado em 21 de agosto de 2020. Foi precedido pelos singles "Caution", "Fire in Bone" (lançado promocionalmente), "My Own Soul's Warning" e "Dying Breed".
A banda embarcaria em uma turnê mundial em apoio ao álbum, porém ela foi adiada devido à pandemia de COVID-19.

## Antecedentes
A banda anunciou formalmente o álbum nas mídias sociais em 15 de novembro de 2019. O vocalista e frontman da banda, Brandon Flowers, disse à NME  que a banda foi a Utah para gravar parte do álbum, que foi onde Flowers "se apaixonou pela música pela primeira vez", dizendo também que "era interessante estar lá novamente e ouvir algumas dessas músicas com a geografia correspondente à sensação. Algumas dessas coisas estão começando a ressurgir e muito isso tem a ver com música [sintetizador]. Sempre fez parte do nosso DNA, mas definitivamente está subindo."
A capa do álbum contém a obra Dance of the Wind and Storm, do artista americano Thomas Blackshear.

## Composição e gravação
Imploding the Mirage  foi gravado em vários locais, incluindo Los Angeles, Las Vegas e Park City, Utah, e produzido pelo produtor canadense Shawn Everett, e Jonathan Rado da banda Foxygen. Apresenta contribuições de Lindsey Buckingham ("Caution"), k.d. lang ("Lightning Fields"), Weyes Blood ("My God"), Adam Granduciel da banda The War on Drugs, Blake Mills e da banda Lucius.
O álbum é o primeiro da banda a não contar com o guitarrista Dave Keuning, que deixou a banda em turnês e gravações após o lançamento de seu álbum de estúdio anterior, Wonderful Wonderful (2017). Flowers e Vannucci entraram em contato com Keuning para se juntar a eles no estúdio para gravar Imploding the Mirage: "Quando começamos a trabalhar o cronograma, perguntamos [a Dave] se funcionou para ele e ele disse, 'Talvez, eu não sei '. Bem, vamos seguir em frente e fazer isso porque nos sentimos bem e nos sentimos criativos. Vamos atacar. Não ouvimos muito dele, exceto quando se tratava de fazer um vídeo. Ele estava tipo,' Se vocês me querem no vídeo ... 'Bem, eu também não tenho certeza se isso faz sentido! Vídeo? Que tal um pouco de guitarra?" Flowers elaborou: "Ele está muito feliz por estar em San Diego e não quer se aventurar fora de lá. Se ele vier por uma semana e não explorarmos o universo, isso o frustrará muito. Ele meio que quer apenas passar tempo com sua família e acho que ele está contente em fazer isso agora."
O baixista Mark Stoermer, que esteve em hiato com a banda desde 2016, contribuiu com o baixo e a guitarra para o álbum. Sobre o envolvimento de Stoermer, Vannucci observou: "Mark é incrível de muitas maneiras. Diríamos [Dave e Mark], 'Este é o cronograma, vamos alugar uma casa por seis meses, apareça, quando quiser, nós' está lá todos os dias". Mark veio para a casa uma vez e para Los Angeles e foi ótimo. Foi em seus próprios termos e foi muito produtivo. Ele tocou baixo em algumas músicas, tocou guitarra em algumas músicas e mesmo assim ele não estava na sala em que enviaríamos as mixagens e ele estaria envolvido".

## Recepção
| Críticas profissionais | Críticas profissionais |
| Pontuações agregadas   | Pontuações agregadas   |
| Fonte                  | Avaliação              |
| ---------------------- | ---------------------- |
| Metacritic             | 77/100                 |
| Avaliações da crítica  |                        |
| Fonte                  | Avaliação              |
| AllMusic               | [ 12 ]                 |
| Consequence of Sound   | B                      |
| DIY                    | [ 14 ]                 |
| Gigwise                | [ 15 ]                 |
| The Guardian           | [ 16 ]                 |
| The Independent        | [ 17 ]                 |
| The Irish Times        | [ 18 ]                 |
| The Line of Best Fit   | (8.5/10)               |
| NME                    | [ 20 ]                 |
| Pitchfork Media        | (7.4/10)               |

Imploding the Mirage recebeu críticas geralmente positivas dos críticos. No Metacritic, que atribui uma classificação normalizada de 100 às resenhas dos críticos convencionais, o álbum tem uma pontuação de 76 de 100, o que indica "resenhas geralmente favoráveis" com base em 22 resenhas. Neil Z. Yeung do AllMusic afirmou que "os Killers alcançam ouro" no álbum, escrevendo que é "mais do que apenas um de seus melhores álbuns, mas uma reviravolta triunfante e revigorada que brilha com uma confiança duramente conquistada". Sarah Jamieson do DIY chamou o álbum de "rico e revigorante" e afirmou que "prova que eles ainda são uma de nossas bandas mais preciosas por uma razão". Escrevendo para a NME, Mark Beaumont chamou o álbum de "um punho erguido para o futuro" e "outra declaração deslumbrante de pompa ultramoderna, e indiscutivelmente ainda mais em sintonia com as novas gerações de rock alternativo" em uma crítica cinco estrelas.

## Desempenho comercial
Imploding the Mirage estreou na oitava posição na Billboard 200 dos Estados Unidos (e na primeira posição na parada de álbuns de rock da Billboard), ganhando 37.000 unidades equivalentes a um álbum (incluindo 30.000 vendas puras de álbuns) em sua primeira semana. No Reino Unido, estreou no topo da UK Albums Chart com vendas na primeira semana de 50.391 cópias, tornando-se o segundo álbum mais vendido do ano (atrás de Chromatica de Lady Gaga). Ele também marca a sexta vez consecutiva que o The Killers alcança o topo das paradas no Reino Unido. O álbum também liderou o ARIA Albums Chart na Austrália.

## Faixas
| Versão padrão |                                     |         |  |
| N.º           | Título                              | Duração |  |
| 1.            | "My Own Soul's Warning"             | 4:34    |  |
| 2.            | "Blowback"                          | 3:59    |  |
| 3.            | "Dying Breed"                       | 4:06    |  |
| 4.            | "Caution"                           | 4:29    |  |
| 5.            | "Lightning Fields (com K. d. lang)" | 4:18    |  |
| 6.            | "Fire in Bone"                      | 3:53    |  |
| 7.            | "Running Towards a Place"           | 4:13    |  |
| 8.            | "My God (com Weyes Blood)"          | 3:38    |  |
| 9.            | "When the Dreams Run Dry"           | 4:42    |  |
| 10.           | "Imploding the Mirage"              | 4:08    |  |

## Pessoal

### The Killers
- Brandon Flowers – vocais, sintetizador (todas as faixas), glockenspiel (faixa 1), guitarra (faixa 10), órgão (faixas 1 e 5)
- Mark Stoermer – baixo (faixas 4 e 6), guitarra (faixas 3, 4, 5, 7 e 9)
- Ronnie Vannucci – baixo, percussão (todas as faixas), guitarra (faixas 6 e 7), timpani (faixas 8 e 10), marimba (faixa 10)

### Músicos adicionais
- Jonathan Rado – piano (faixas 1, 2, 3, 7 e 10), baixo fretless (faixa 8), teclado, guitarra (faixas 1, 5, 7 e 10), sintetizadores (faixas 9 e 10), guitarra acústica (faixas 3, 4, 6, 8 e 9), guitarra slide (faixa 4), órgão (faixa 1), harmônica (faixas 2, 3, 6 e 10), violoncelo (faixa 1), megafone, gaita de foles (faixa 5), marimba, vibrafone (faixa 10)
- k.d lang – vocais (faixa 5)
- Weyes Blood – vocais (faixas 2, 8 e 10), vocais adicionais (faixa 5)
- Lindsey Buckingham – guitarra (faixa 4)
- Lucius – vocais de fundo (faixas 4 e 8)
- Adam Granduciel – teclados (faixa 2)
- Roger Manning – teclados (faixa 1)
- Blake Mills – guitarra, baixo (faixa 4)
- Stuart Price – sintetizador, baixo (faixa 6)
- Bobby Lee Parker – guitarra (faixa 1)
- Benjji Lysaght – guitarra (faixa 7)
- Ariel Rechtshaid – baixo, guitarra (faixa 7)
- Tommy King – sintetizador, flauta (faixa 7)
- Rob Moose – cordas (faixa 1)
- Brian D'Addario – violão (faixa 1)
- Drew Erickson – piano (faixa 5), cordas (faixa 8)

### Gravação
- Jonathan Rado – produtor (todas as faixas)
- Shawn Everett – produtor, mixador, engenheiro de gravação (todas as faixas), programador (faixa 2)
- Ariel Rechtshaid – produtor (faixa 7), mixer (faixas 1, 3 e 7)
- Stuart Price – produtor (faixa 6)
- Ivan Wayman – engenheiro (faixas 1, 2, 5, 6, 7, 8, 9 e 10)
- Robert Root – engenheiro (faixas 1, 2, 5, 6, 7, 8, 9 e 10)
- Dave Shiffman – mixer (faixas 3 e 7)
- Flood – mixer (faixa 3)
- Alan Moulder – mixer (faixa 10)
- Emily Lazar – engenheira de masterização (todas as faixas)
- Chris Allgood – engenheiro de masterização (todas as faixas)

## Tabelas e certificações
| Paradas (2020)                                    | Melhor posição |
| ------------------------------------------------- | -------------- |
| Alemanha (Offizielle Top 100)                     | 6              |
| Austrália (ARIA Charts)                           | 1              |
| Áustria (Ö3 Austria Top 40)                       | 4              |
| Bélgica (Ultratop 50 Flandres)                    | 4              |
| Bélgica (Ultratop 40 Valônia)                     | 15             |
| Canadá (Canadian Albums Chart)                    | 9              |
| Escócia (Scottish Albums Chart)                   | 1              |
| Espanha (PROMUSICAE)                              | 15             |
| Estados Unidos (Billboard 200)                    | 8              |
| Estados Unidos (Billboard Top Alternative Albums) | 2              |
| Estados Unidos (Billboard Top Rock Albums)        | 1              |
| Finlândia (IFPI)                                  | 50             |
| França (SNEP)                                     | 98             |
| Holanda (Mega Charts)                             | 16             |
| Irlanda (IRMA)                                    | 1              |
| Itália (FIMI)                                     | 54             |
| Japão (Oricon)                                    | 107            |
| Lituânia (AGATA)                                  | 97             |
| Noruega (VG-lista)                                | 22             |
| Nova Zelândia (RMNZ)                              | 4              |
| Portugal (AFP)                                    | 33             |
| Reino Unido (UK Albums Chart)                     | 1              |
| Suécia (Sverigetopplistan)                        | 44             |
| Suíça (Schweizer Hitparade)                       | 2              |

| Paradas (2020)                                    | Posição |
| ------------------------------------------------- | ------- |
| Estados Unidos (Billboard Top Alternative Albums) | 48      |
| Estados Unidos (Billboard Top Rock Albums)        | 80      |
| Reino Unido (OCC)                                 | 53      |

| País              | Certificação | Vendas  |
| ----------------- | ------------ | ------- |
| Reino Unido (BPI) | Ouro         | 100.000 |